# 马蒂厄·古尔丹
马蒂厄·古尔丹（法語：Mathieu Gourdain，1974年5月4日—），法国男子击剑运动员。他曾代表法国参加2000年夏季奥林匹克运动会击剑比赛，获得男子个人佩剑和男子团体佩剑银牌。